# Ändtarm

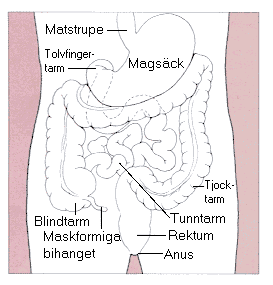
Människans tarmsystem – matstrupe, magsäck, tolvfingertarm, tunntarm, blindtarm, maskformiga bihanget, tjocktarm, rektum och anus.

Ändtarmen eller stolgången (latin: rectum) är den sista delen av tarmkanalen. Ändtarmen mynnar på kroppens utsida via en cirka tre centimeter lång gång omgiven av slutande ringmuskler, den så kallade analkanalen. Öppningen i sig kallas anus. Ändtarmen är för det mesta tom, men när avföring kommer ned till ändtarmen utlöses avföringsreflexen, som resulterar i att colon och hela ändtarmen utför en kraftig kontraktion. Då slappnar även den inre analsfinktern av och sinnesceller förmedlar en signal till hjärnan om att tarmen behöver tömmas. Människan kan i detta läge viljestyrt välja att knipa igen ringmuskeln eller att tömma tarmen.
Ändtarmen drabbas ibland av olika medicinska besvär; till de vanligaste hör hemorrojder som cirka hälften av befolkningen i västvärlden lider av på något vis. Analkuddarna finns i nedre delen av ändtarmen och består av blodkärl och bindväv. Om blodflödet till dessa störs kan kuddarna fyllas med mycket blod. Det är detta tillstånd som kallas hemorrojder.